# Воронов Ігор Олексійович
Ігор Олексійович Воронов (* 25 квітня 1965, Алма-Ата, Казахстан, СРСР) — український підприємець, науковець-історик, громадський діяч, меценат, засновник «Voronov Art-foundation» (2008). Доктор політичних наук (2003), професор Державного університету інформаційно-комунікаційних технологій (2004).

## Життєпис
В 1987 році закінчив історичний факультет Київського державного університету ім. Т. Шевченка.
Від 1987 до 1990 року працював науковим співробітником Інституту історії України. У 1994—1997 роках працював у недержавних структурах. Протягом 1997—2000 років — доцент, завідувач кафедри гуманітарних дисциплін Київської державної академії водного транспорту. З 2001 року працював у Державному університеті інформаційно-комунікаційних технологій директором інституту заочного та дистанційного навчання.
У 1997 році захистив кандидатську дисертацію на тему «Становлення правової держави в Україні (політологічний аспект)».
Докторську дисертацію захистив у 2003 році на тему «Правова держава як предмет політології: історія, теорія, методологія дослідження».
Автор понад 150 наукових робіт, а також книги «Демократичний транзит: людський вимір політики».
Одружений. Дружина — Воронова-Рамус Тетяна Олегівна — українська мисткиня, дизайнер, телеведуча, журналістка, громадська діячка, засновниця бренду #ARTRAMUS. Виховують доньку — Анну Воронову.

## Бізнес
Основний бізнес: приватні інвестиції, страховий та ресторанний бізнес, арт-інвестиції.
Основні активи: страхова компанія UNIQA (в минулому «Кредо-Классік», продана в 2010 році), ресторан «Фелліні» та кінотеатр «Україна», «Арт-фонд Воронова», компанія ITC (CDMA Ukraine).
Співвласник VEK Capital Partners.

## Мистецька діяльність
Ігор Воронов — один з найвідоміших меценатів України, власник найбільш значної колекції скульптури і живопису в Східній Європі (роботи Архипенка, Бранкузі, Джакометті, Родена, скульптури Дега, Далі й інших).
Колекціонувати твори мистецтва бізнесмен почав ще на початку 1990-х, коли його партнери подарували дві роботи: Бовкуна і Подерв'янського. «А десь в середині 90-х я зрозумів, що мистецтво мені подобалося завжди», — говорить він.
У 2008 році Ігор Воронов заснував «Voronov Art-foundation». Всі його меценатські проєкти пов'язані з образотворчим мистецтвом, а також організацією виставок на основі власної колекції. Завдяки колекціонеру Воронову українці мали можливість неодноразово побачити справжні твори Олександра Архипенка, Костянтина Бранкузі, Едгара Дега, Альберто і Дієго Джакометті, Амедео Модільяні, Пабло Пікассо, Деметра Чипаруса та інших великих майстрів світового мистецтва. Також в зібранні Ігоря Воронова — 2 тисячі робіт сучасних українських художників. Як меценат, Воронов, підтримує українських митців.
За словами Ігоря Воронова, колекціонування для нього — тільки хобі. «Як інвестиції я це взагалі не розглядаю, — розповів він. — Можна вкладати гроші в золото, діаманти, але не в твори мистецтва. Для цього треба бути абсолютно цинічною людиною».
У 2009 році сплатив транспортні та митні витрати українських художників для поїздки на аукціон Sotheby's, де сучасні українські картини були представлені вперше.
Член «Клубу Друзів Мистецького Арсеналу», володар клубної картки № 1 в рамках акції «100 ПЕРШИХ БЛАГОДІЙНИКІВ МИСТЕЦЬКОГО АРСЕНАЛУ».
Великі меценатські акції в мистецтві:
- виставка полотен Ніко Піросмані в Києві (2006);
- виставка робіт Амадео Модільяні, Пабло Пікассо і Костянтина Бранкузі на «Великому антикварному салоні 2008»;[16]
- виставка робіт Олександра Архипенка, Огюста Родена на «Великому скульптурному салоні 2008»;[17]
- виставка «Мистецтво андеграунду і нонконформізму 60-70-х» в Музеї російського мистецтва (2009);[18]
- виставка "Українська нова хвиля. Мистецтво другої половини 1980-х — початку 1990-х "в Національному художньому музеї України (2009);[19]
- виставка робіт Огюста Родена і Сальвадора Далі на «Великому антикварному салоні 2009».[20][21]

## Громадська діяльність
Кандидат в народні депутати на виборах 1998 року. На виборах до ВРУ 2002 року був № 7 в списку Партії зелених України. Був заступником глави партії з гуманітарних питань та керівником київської міської організації Партії зелених України.
З 2000 по 2010 обіймав посаду віцепрезидента Федерації Футболу України.
З 2001 року — президент Молодіжного футбольного союзу та Дитячо-юнацької футбольної ліги України.

## Відзнаки
- Удостоєний державної нагороди Грузії — ордена Честі.[24]